# Kleinomachos von Thurioi
Kleinomachos von Thurioi (altgriechisch Κλεινόμαχος Kleinómachos) war ein antiker griechischer Philosoph. Vermutlich lebte er im 4. Jahrhundert v. Chr. Man zählt ihn zur Strömung der Megariker.
Es sind keine Schriften Kleinomachos’ erhalten, einige wenige Testimonien (antike Berichte über Leben und Lehre) finden sich bei den Autoren Diogenes Laertios und Pseudo-Galenos sowie in der Suda, einer byzantinischen Enzyklopädie des 9. Jahrhunderts.

## Leben
Nach antiken Berichten war Kleinomachos ein Schüler des Philosophen Euklid von Megara. Speusippos machte ihn zur Titelfigur eines seiner verlorenen Dialoge.

## Lehre
Diogenes Laertios hat überliefert, dass Kleinomachos als erster „über Aussagen (axiōmátōn) und Prädikate (katēgorēmátōn) und derartige Dinge“ schrieb. Nach der Einschätzung von Klaus Döring müssen sich hinter dieser Notiz erhebliche heute nicht mehr fassbare Verdienste um die Weiterentwicklung der Dialektik verbergen.